# Leichtathletik-Europameisterschaften 1950/Speerwurf der Frauen

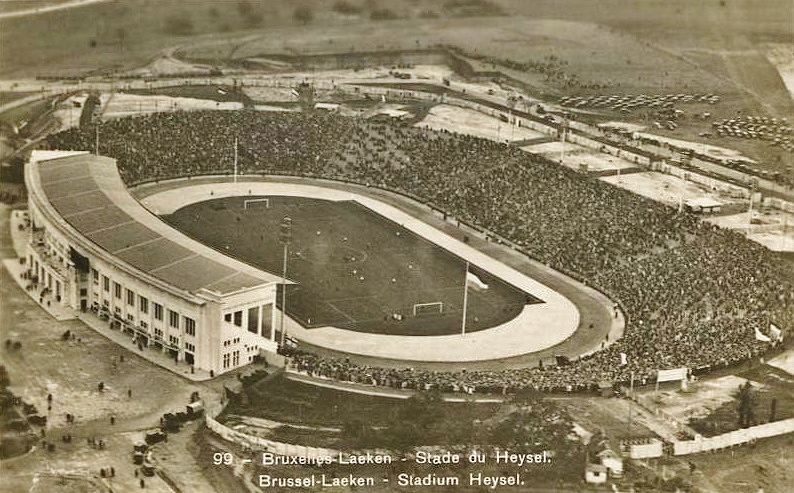
Das Brüsseler Heysel-Stadion in einer Luftaufnahme von 1935

Der Speerwurf der Frauen bei den Leichtathletik-Europameisterschaften 1950 wurde am 23. August 1950 im Heysel-Stadion der belgischen Hauptstadt Brüssel ausgetragen.
In dieser Disziplin gab es mit Gold und Bronze zwei Medaillen für die sowjetischen Werferinnen. Europameisterin wurde Natalja Smirnizkaja. Silber gewann die österreichische Olympiasiegerin von 1948 Herma Bauma. Den dritten Platz belegte die Kugelstoß-Vierte Galina Sybina.

## Rekorde

### Bestehende Rekorde
| Weltrekord           | 53,41 m | Natalja Wassiljewna Smirnizkaja | Leningrad, UdSSR (heute St. Petersburg, Russland) | 5. August 1949  |
| Europarekord         | 53,41 m | Natalja Wassiljewna Smirnizkaja | Leningrad, UdSSR (heute St. Petersburg, Russland) | 5. August 1949  |
| Meisterschaftsrekord | 46,25 m | Klawdija Majutschaja            | EM Oslo, Norwegen                                 | 24. August 1946 |

### Rekordverbesserung
Die sowjetische Europameisterin Natalja Smirnizkaja verbesserte den bestehenden Meisterschaftsrekord um 1,30 m auf 47,55 m. Zum Europa-, gleichzeitig Weltrekord, fehlten ihr 5,86 m.

## Finale
23. August 1950, 18.15 Uhr
| Platz | Name                   | Nation           | Weite (m) |
| ----- | ---------------------- | ---------------- | --------- |
| 1     | Natalja Smirnizkaja    | Sowjetunion      | 47,55 CR  |
| 2     | Herma Bauma            | Österreich       | 43,87     |
| 3     | Galina Sybina          | Sowjetunion      | 42,75     |
| 4     | Wera Nabokowa          | Sowjetunion      | 41,88     |
| 5     | Dana Zátopková-Ingrova | Tschechoslowakei | 41,34     |
| 6     | Lily Kelsby            | Dänemark         | 40,25     |
| 7     | Marija Radosavljević   | Jugoslawien      | 38,33     |
| 8     | Ingrid Almqvist        | Schweden         | 38,21     |
| 9     | Johanna Koning         | Niederlande      | 38,20     |
| 10    | Diane Coates           | Großbritannien   | 37,50     |
| 11    | Evelyne Pinard         | Frankreich       | 37,20     |
| 12    | Kirsti Jordet          | Norwegen         | 34,87     |
| 13    | Eivor Olson            | Schweden         | 34,85     |

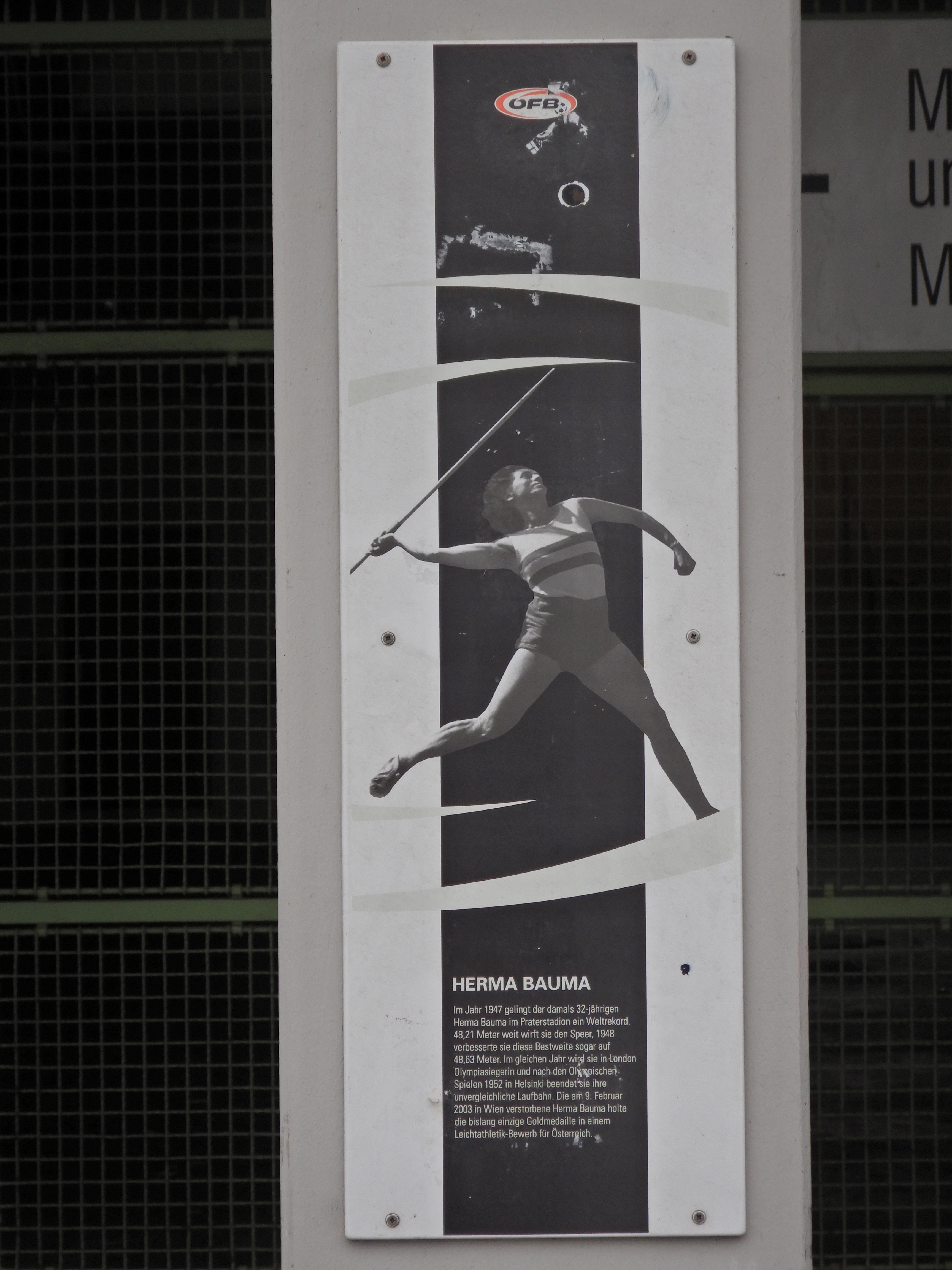
Gedenktafel an die Silbermedaillengewinnerin Herma Bauma – auch Olympiasiegerin 1948
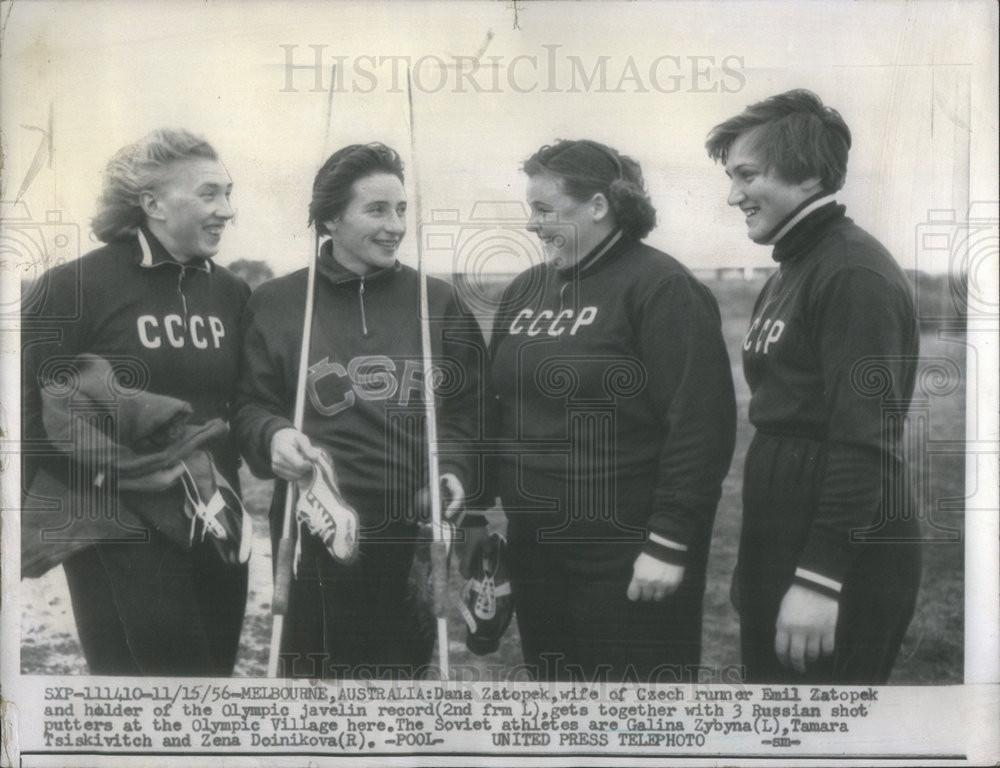
Die Kugelstoß-Vierte Galina Sybina (ganz links) gewann die Bronzemedaille – hier bei den Olympischen Spielen 1956 zusammen mit anderen erfolgreichen sowjetischen Athletinnen und der Speerwurf-Fünften dieser Europameisterschaften Dana Zátopková-Ingrova (Zweite von links) – u. a. auch Olympiasiegerin 1952
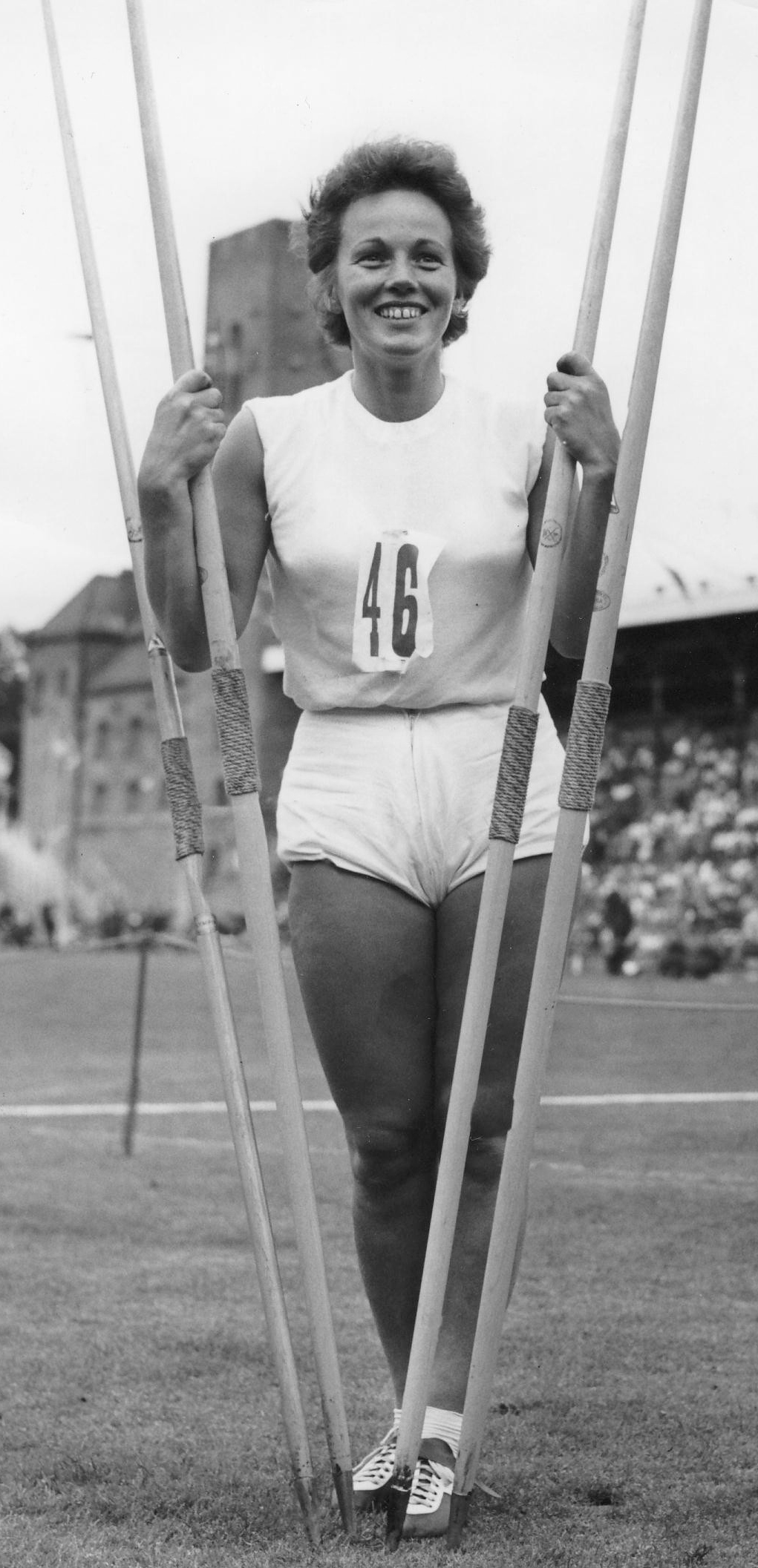
Ingrid Almqvist belegte Rang acht
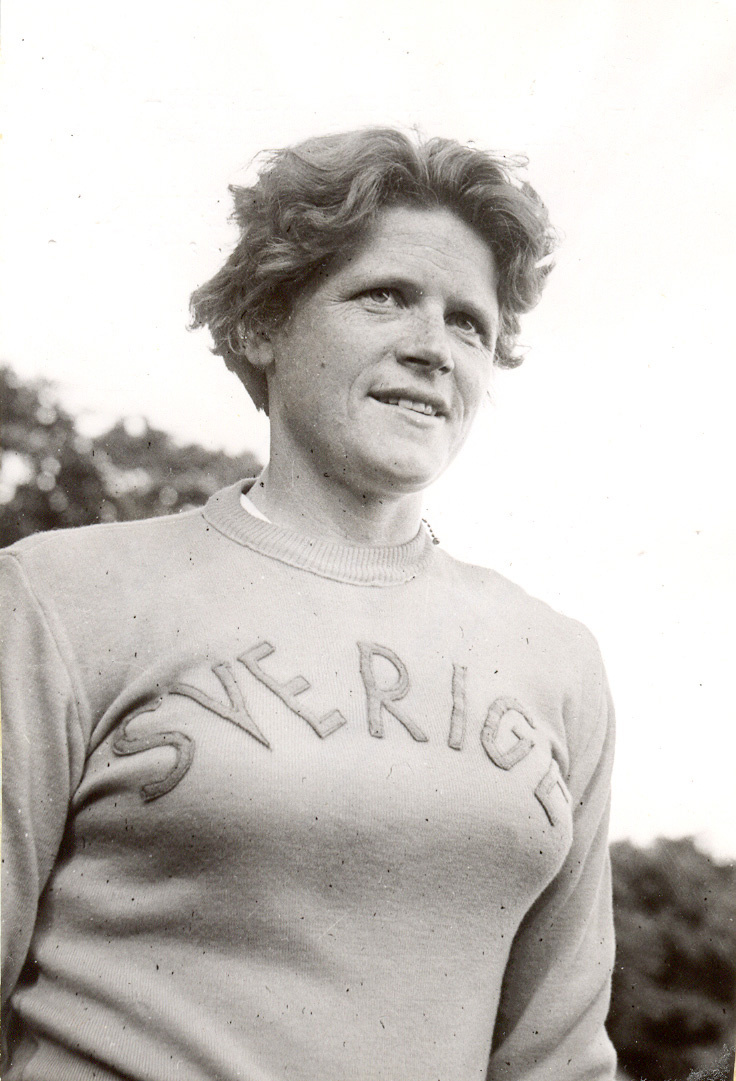
Die Elfte des Kugelstoßens Eivor Olson erreichte in diesem Finale den dreizehnten Platz